# Deflektivizace
Deflektivizace je vývojová tendence ve flektivním jazyce, která obecně nebo ve vztahu k některým typům výrazů směřuje ke zjednodušování a omezení ohýbání, tedy k používání formulací se základním, neohýbaným tvarem slova a k používání dosud ohebných (flektivních) slov jako nesklonných a k omezování počtu tvarů. Mezi příčiny patří například dlouhodobý vývoj přístupu k přejatým slovům a zvýšení respektu k podobě a používání slova v původním jazyce, inspirace gramatikou méně flektivních a neflektivních jazyků, reakce jazykové komunity na změnu stylové příznačnosti ohýbaných či neohýbaných tvarů a vzájemné ovlivňování stylových vrstev jazyka, snaha o vyšší srozumitelnost textu a snazší vyhledávání pojmů a jmen, pokles jazykové kultury, větší vliv a důležitost mluvených stylů, desintelektualizace spisovného jazyka a oslabení a uvolňování komunikačních norem, filologická nevzdělanost veřejných mluvčích atd. V mnoha flektivních jazycích sílí deflektivizační tendence zejména pod gramatickým a lexikálním vlivem angličtiny. 
Čeština byla bohatostí tvarů slov nejrozvinutější ve 14. století, od té doby zanikly některé minulé časy, ustoupilo užívání dvojného čísla, přechodníků, sémantických pádů, např. genitivu negativního (nemám vody) a partitivního (nalej vody), rozdílu mezi lokativem (na hradě) a propozitivem (o hradu), apokop (tys, udělals) atd. a tvarů ubývá. Byla omezena palatalizace, tedy změny tvaroslovného základu při ohýbání slov, například u slov přejatých z latiny. V některých jazycích (polština, ruština, srbochorvatština, slovenština) byly v průběhu vývoje unifikovány substantivní koncovky všech rodů, v češtině je tato tendence zatím jen v nespisovné rovině (s pánama, ženama, hradama, kostma, strojema, dětma), integrace s běžnějšími typy vzorů probíhá i u některých číslovek (třech, čtyřech místo tří, čtyř, šestiseti místo šesti set atd.). Genitiv vytlačuje některé další tvary (velkoobchod potravin, šaty babičky). Čeština bývá považována za nejflektivnější ze slovanských jazyků.

## Deflektizační jevy
- nominativ jmenovací: přijeli jsme do města Hradec Králové, v ulici Kaprova, automobilem Škoda, v měsíci prosinec – případně s výpustkou (šampon od Schwarzkopf)
- nominativ značkový (gramatický jev importovaný z angličtiny): v Shopping Parku Praha–Zličín, v Český Telecom extralize
- nesklonná adjektiva používaná dle anglické syntaxe: porno, krimi, retro
- omezení či zánik skloňování číslovek: v češtině se skloňování víceslovných číslovek omezuje na poslední slovo, v ruštině v některých typech vazeb mizí zcela
- neskloňování rodných apod. jmen (od Rajko Dolečka, Freddie Mercuryho, Steve McQueena)
- ústup od přechylování jinojazyčných příjmení, nepřechylování obecných označení osoby, povolání atd. při označení ženy (v ruštině – наша директор, v češtině spíše archaické – paní doktor)
- slábnutí adaptačních tendencí při přejímání slov, ponechávání nově přejatých slov v originální formě (např. leader místo počeštěného lídr)
- užívání opisných vazeb (např. v ruštině nahrazení genitivu předložkou na s akuzativem, jehož tvar je shodný s nominativem)
- užívání gramaticky nesprávného pádu nebo infinitivu na místě určitého tvaru (zejména v ruštině)
- upřednostněn predikativní nominativ před instrumentálem: autor je sinolog místo autor je sinologem
- nesprávné rozlišování tvarů archaismů v ornamentalistickém stylu jazyka nebo slov s nepravidelnou či složitou flexí (přechodníky či vztažná zájmena v nesprávném rodu a čísle, „budiž“ i pro množné číslo, nebýt břímě minulosti, knězi či knězů místo kněží, křestu místo křtu atd.)